# Infanterie cycliste
L'infanterie cycliste désigne les soldats d'infanterie qui manœuvrent sur le champ de bataille en utilisant des bicyclettes. Son apparition remonte à la fin du XIXe siècle, lorsque la bicyclette devint populaire en Europe, aux États-Unis et en Australie.

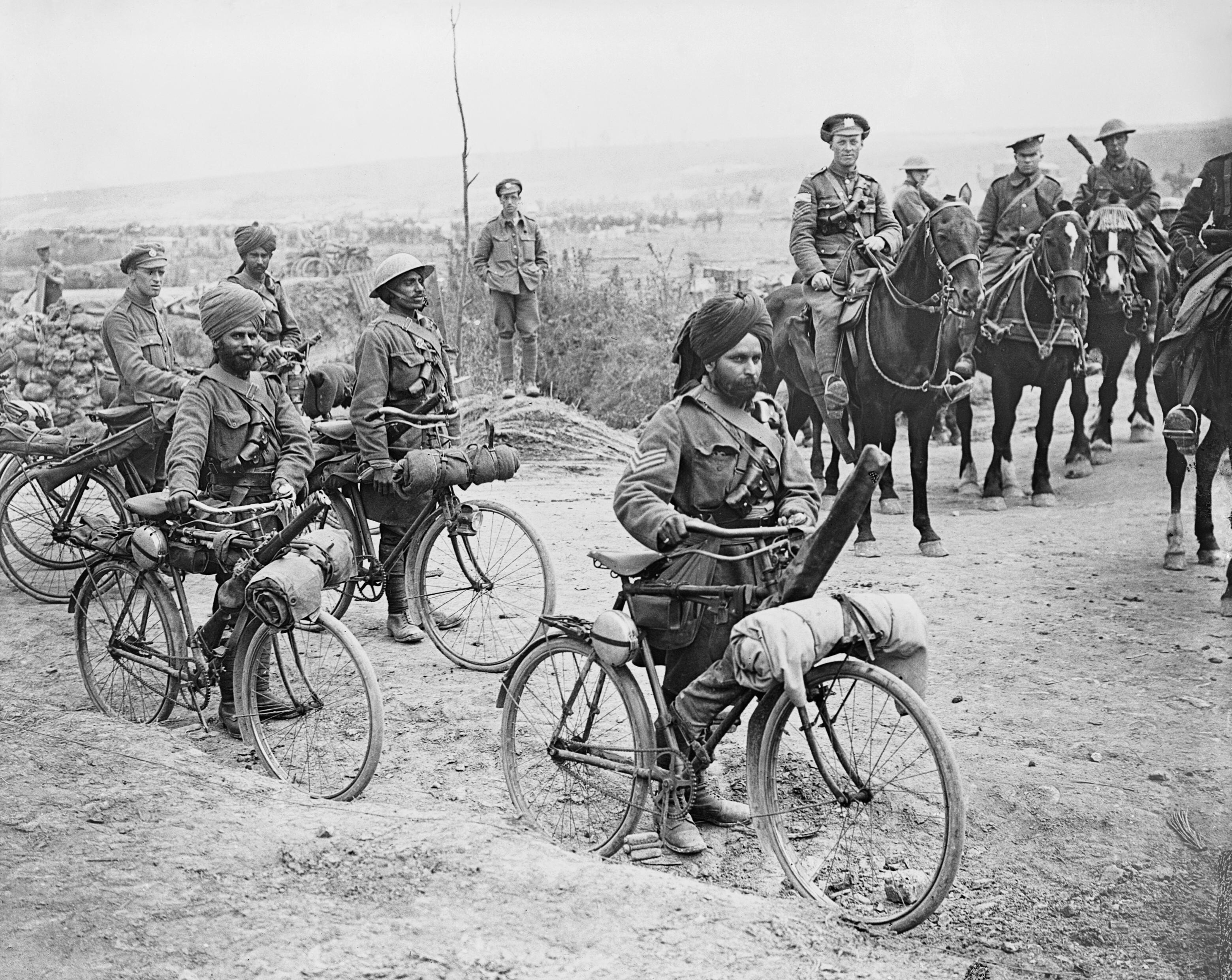
Troupes indiennes dans la Somme en 1916.

## Usage initial
De nombreuses expériences ont été menées pour rechercher des applications militaires à la bicyclette et ont abouti à la mise en place d'unités complètes avec des missions et des matériels spécifiques.

### Belgique
Comme bien d'autres armées, l'armée belge adopte le vélo et le donne à ses carabiniers qui deviendront les carabiniers-cyclistes. Ils participeront à la première victoire alliée contre l'Allemagne (La bataille de Haelen, le 12 août 1914), où ils reçurent de l'adversaire le surnom de « Diables noirs ».
Pendant l'entre-deux-guerres, l'armée belge mit également sur pied une unité de cyclistes frontières coiffés d'un béret semblable à celui des Chasseurs ardennais mais bleu.
- 2e régiment de carabiniers-cyclistes
- 4e régiment de carabiniers-cyclistes

### États-Unis

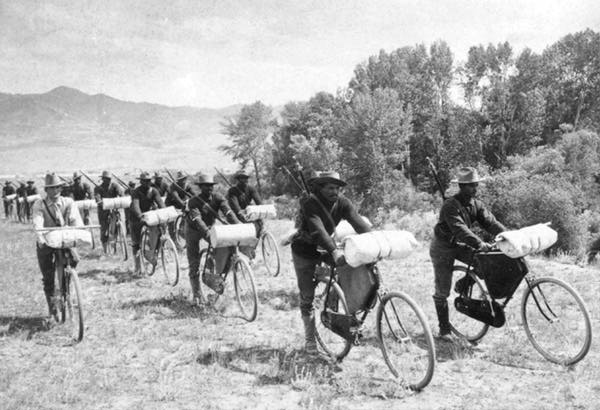
Des hommes du d'infanterie de l'armée de terre des États-Unis en 1897.

L'expérimentation la plus massive des unités à bicyclettes est organisée par le premier Lieutenant Moss de la 25e Infanterie des États-Unis (un régiment d'infanterie composé uniquement d'Afro-Américains avec des officiers blancs). Utilisant une grande variété de bicyclettes, le lieutenant Moss et ses troupes effectuent d'épiques expéditions à bicyclette parcourant de 800 à 1 600 km à la fois. À la fin du XIXe siècle, l'armée américaine évalue l'utilisation de la bicyclette pour le transport de troupes sur de longues distances. Les Buffalo Soldiers stationnés dans le Montana parcourent ainsi des centaines de kilomètres en tout-terrain à une vitesse impressionnante.

### France
Les premières expérimentations datent d'un décret du 2 avril 1892, sous la direction du Capitaine Gérard. Il crée dans son régiment, le 87e de ligne, un groupe de 12 cyclistes qu'il augmente jusqu'à atteindre l'effectif d'une compagnie en 1898. Entre 1893 et 1895, il invente une bicyclette pliante capable de franchir des terrains non-préparés. Ce modèle est lancé puis produit par Peugeot. Des unités expérimentales sont créées à partir de 1895 dans diverses unités. Le 17 juin 1896, leur tenue est fixée. Le 9 mai 1899, le 2e et le 6e corps sont dotés de compagnies cyclistes. En 1903, toutes les compagnies cyclistes sont transférées à des corps de chasseurs. Le 20 mai 1905, elles sont transformées en compagnies permanentes. Puis l'intérêt pour des unités cyclistes se perd et ne refait surface que dans les années 1911-1912. Le 4 avril 1913, les compagnies sont transformées en dix groupes de chasseurs cyclistes qui sont subordonnés aux dix divisions de cavalerie de l'armée française. Ces groupes comprennent 2 capitaines, 1 médecin, 1 officier des détails, un état-major de 17 hommes, trois pelotons à 2 officiers et 8 sous-officiers, 121 caporaux et chasseurs et chacun divisé en 3 escouades soit au total 417 hommes. Leur rôle est de soutenir la cavalerie amie et de lui apporter des capacités de combat d'infanterie contre la cavalerie et l'infanterie adverse. Ces groupes sont utilisés lors de la bataille des frontières et la bataille de la Marne, mais leur activité s'arrête avec la guerre de tranchées. Elle reprend lors des phases de mouvement de 1916 à 1918.

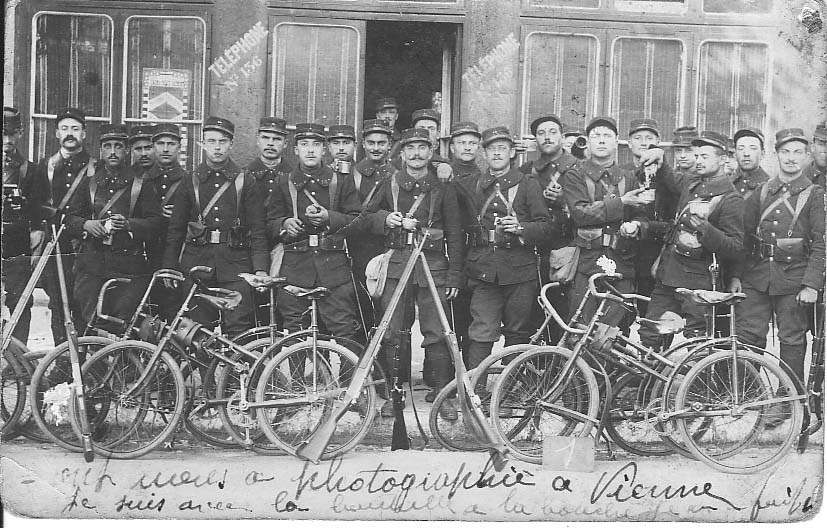
Le 6eGCC photographié à Vienne (France) août 1914

### Royaume-Uni
Des unités à bicyclettes apparaissent à partir des années 1880. La première unité permanente est formée par la milice (Volunteer) en 1888, le 26th Middlesex Rifle Volunteers Battalion. Pendant la guerre des Boers, la bicyclette est employée de manière intermittente mais aucune unité n'est déployée. En 1908, à la suite de la réforme de Lord Haldane qui transforme les unités de "volunteers" en Territorial Force, 9 bataillons de cyclistes sont formés :
- Le 25th (County of London) (Cyclist) Battalion, the London Regiment issu des rangs du 26th;
- Le 10th (Cyclist) Battalion, the Royal Scots;
- Le 5th (Cyclist) Battalion, the East Yorkshire Regiment;
- Le 9th (Cyclist) Battalion, the Royal Highland Regiment (The Black Watch) qui devient le Highland Cyclist Battallion;
- Le 6th (Cyclist) Battalion, the Norfolk Regiment;
- Le 7th (Cyclist) Battalion, the Welsh Regiment;
- Le 8th (Cyclist) Battalion, the Northumberland Fusiliers qui devient the Northern Cyclist Battalion;
- Le 6th (Cyclist) Battalion, the Queen's Own (Royal West Kent Regiment) qui devient le Kent Cyclist Battalion;
- Le Essex and Suffolk Cyclist Battalion.

En 1908, un dixième bataillon est créé,
- Le 7th (Cyclist) Battalion, Devonshire Regiment.

En 1910, l'Essex and Suffolk Cyclist Battalion est coupé en deux et donne naissance aux :
- 7th (Cyclist) Battalion, the Essex Regiment;
- 6th (Cyclist) Battalion, the Suffolk Regiment.

En 1911 deux autres bataillons sont créés :
- Le 6th (Cyclist) Battalion, the Royal Sussex Regiment
- Le 9th (Cyclist) Battalion, the Hampshire Regiment

Enfin, au début de 1914 est créé le quatorzième bataillon cycliste :
- Le Huntingdonshire Cyclist Battalion.

Aucune de ces unités territoriales n'est déployée en France en 1914, elles sont utilisées pour défendre les côtes britanniques.
En 1915, l'Army Cyclist Corps est fondé pour regrouper tous ces bataillons auquel se joignent dix huit autres bataillons formés par des régiments de Yeomanry de deuxième ligne :
- 1st Cyclist Battalion, rattaché au I Corps.
- 2nd Cyclist Battalion (Yorkshire Dragoons), rattaché au II Corps.
- 4th Cyclist Battalion rattaché au IV Corps.
- 5th Cyclist Battalion (North Irish Horse), rattaché au V Corps.
- 6th Cyclist Battalion, rattaché au VI Corps.
- 7th Cyclist Battalion, rattaché au VII Corps.
- 8th Cyclist Battalion, rattaché au VIII Corps.
- 9th Cyclist Battalion, rattaché au IX Corps.
- 10th Cyclist Battalion, rattaché au X Corps.
- 11th Cyclist Battalion, rattaché au XI Corps.
- 13th Cyclist Battalion, rattaché au XIII Corps.
- 15th Cyclist Battalion, rattaché au XV Corps.
- 17th Cyclist Battalion, rattaché au XVII Corps.
- 18th Cyclist Battalion, rattaché à la 1st Army.
- 19th Cyclist Battalion, rattaché au XIX Corps.
- New Zealand Cyclist Battalion, rattaché au XXII Corps.
- Australian Cyclist Battalion, rattaché au Australian Corps.
- Canadian Cyclist Battalion, rattaché au Canadian Corps.

La quasi-totalité de ces unités n'ont pas été employées comme unités cyclistes mais remises à la disposition de l'infanterie de ligne comme réserve. Lorsque les unités ont pu être employées dans leur rôle normal lors des phases de mouvements, leur emploi n'a pas convaincu.
L'Army Cyclist Corps est dissous en 1919 et les dernières unités reviennent à l'infanterie de ligne en 1922.

### Suède

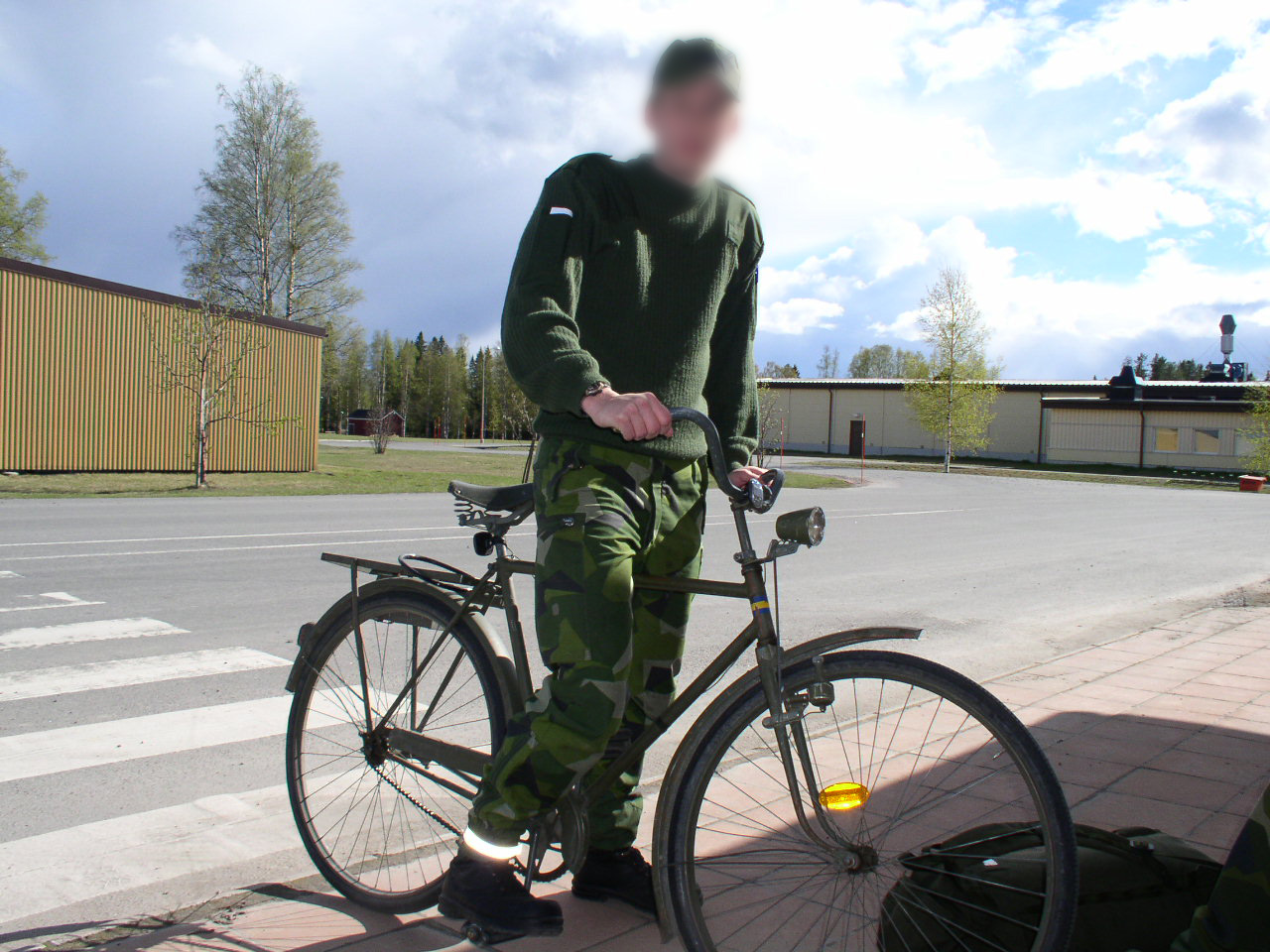
Militaire de l'armée suédoise en 2004.

Au début de la Seconde Guerre mondiale, l'armée suédoise comptait six régiments d'infanterie à vélo. Ils étaient équipés de bicyclettes militaire suédoises. Les plus courantes étaient les m/42, un vélo droit et sans dérailleur, produit par différents grands fabricants suédois de vélos. Ces régiments ont été supprimés entre 1948 et 1952, et les bicyclettes conservées pour un usage général dans l'armée. Au début des années 1970, l'armée commence à les vendre comme surplus militaire. Ils deviennent très populaires grâce à leur faible coût et à leur faible entretien, spécialement chez les étudiants. Pour répondre à cette popularité, une entreprise indépendante, Kronan, a commencé à produire une version modernisée du m/42 en 1997.

### Suisse

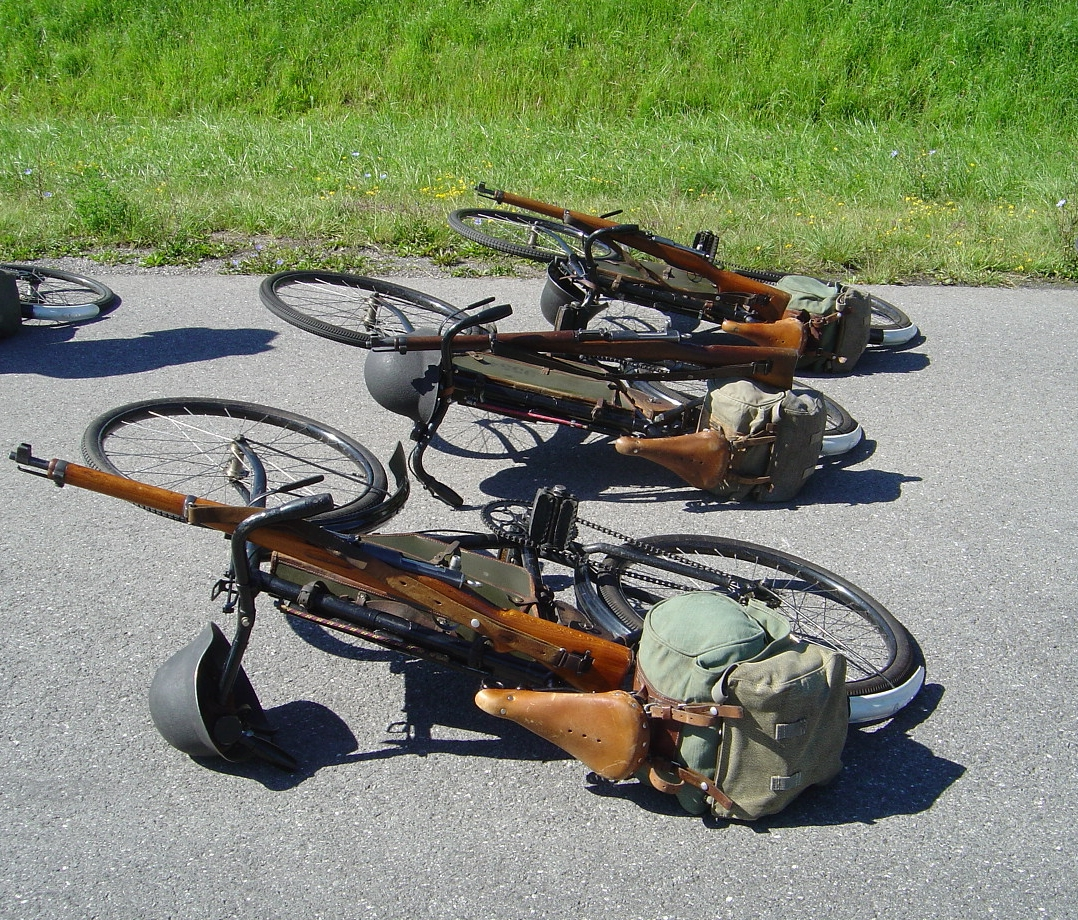
Vélo d'ordonnance 05 de l'armée suisse avec du matériel de la Seconde Guerre mondiale, dont un mousqueton 31

L’Armée suisse avait une troupe d'infanterie d’élite cycliste qui a cessé d’exister au 1er janvier 2004. Les troupes cyclistes d’élite sont créées en 1892 en vertu de la loi fédérale établissant la formation de compagnies cyclistes. En 1912, elles intègrent les sections de combat afin d'étendre leurs compétences au-delà des missions de liaison comme par exemple l’exploration, l’occupation des avant-postes ou la sûreté des flancs de déplacement de l’infanterie. En 1937, les troupes cyclistes passent de l'infanterie aux troupes légères nouvellement créées, qui intègrent également la cavalerie et les troupes légères motorisées. En 1962, les troupes cyclistes sont incorporées aux troupes mécanisées et légères (TML) nouvellement créées, lesquelles regroupent les troupes mécanisées (soldats de chars, grenadiers de chars, lance-mines de chars, soldats antichars) et les troupes légères (cyclistes, explorateurs, soldats antichars, soldats lance-mines 8.1, la cavalerie jusqu'à la suppression de celle-ci en 1972, ainsi que les téléphonistes, motocyclistes, soldats radio, soldats de renseignement et autres spécialistes rattachés aux TML). Le 31 décembre 2003, dans le cadre du passage d'Armée 95 à Armée XXI en 2004, les trois régiments de cyclistes incorporés aux trois corps d'armée de campagne sont dissous, marquant ainsi la fin des troupes cyclistes au sein de l'Armée suisse. Nombre des officiers, sous-officiers et soldats des régiments cyclistes seront réincorporés en 2004 au sein des brigades blindées, renommées "brigades mécanisées" depuis 2018.
Les troupes cyclistes de 1995 à 2003:
- Radfahrerregiment 4: Bataillon cycliste 1 (seul bataillon principalement francophone), Radfahrerbatallion 2 et 7
- Radfahrerregiment 5: Radfahrerbatallion 3, 4 et 8
- Radfahrerregiment 6: Radfahrerbatallion 5, 6 et 9

Un régiment était composé de trois bataillons. Parmi eux, deux étaient composés d'une compagnie d'état-major (EM), de trois compagnies de cyclistes, d'une compagnie cycliste lance-mines (lm 8,1 cm 1933/72, motorisé) et une compagnie cycliste anti-chars (M47 Dragon et Panzerfaust 3). Un bataillon était composé d'une compagnie d'état-major, d'une compagnie de cycliste, d'une compagnie de lance-mine lourd (lm 12 cm, motorisé), d'une compagnie de chasseur de chars (Piranha TOW) et d'une compagnie sanitaire.
Les vélos militaires, que les troupes cyclistes appelaient "machine",  continuent néanmoins d’être utilisés pour leurs côtés pratiques, écologiques et sportifs par exemple lors des écoles de recrues et des écoles de cadres, sur les places d’armes et durant les cours de répétitions.
Il y a eu deux modèles de vélo fabriqués pour l’armée Suisse. Le vélo d'ordonnance 05, qui a été fabriqué de 1905 aux années 80 en plusieurs versions, il n’avait qu’une seule vitesse. Il a ensuite été remplacé par le Vélo militaire d'ordonnance 93, avec 7 vitesses. Tous deux étaient fabriqués par l’entreprise Condor.

## Histoire au combat
La première utilisation connue de la bicyclette au combat date du « Jameson Raid » précédant la seconde guerre des Boers, pendant lequel des cyclistes ont fait office de messagers. À la guerre, les cyclistes militaires effectuaient également des missions de renseignement ; cependant, différents combats ont impliqué de l'infanterie cycliste des deux côtés.

### Première et Seconde Guerres mondiales

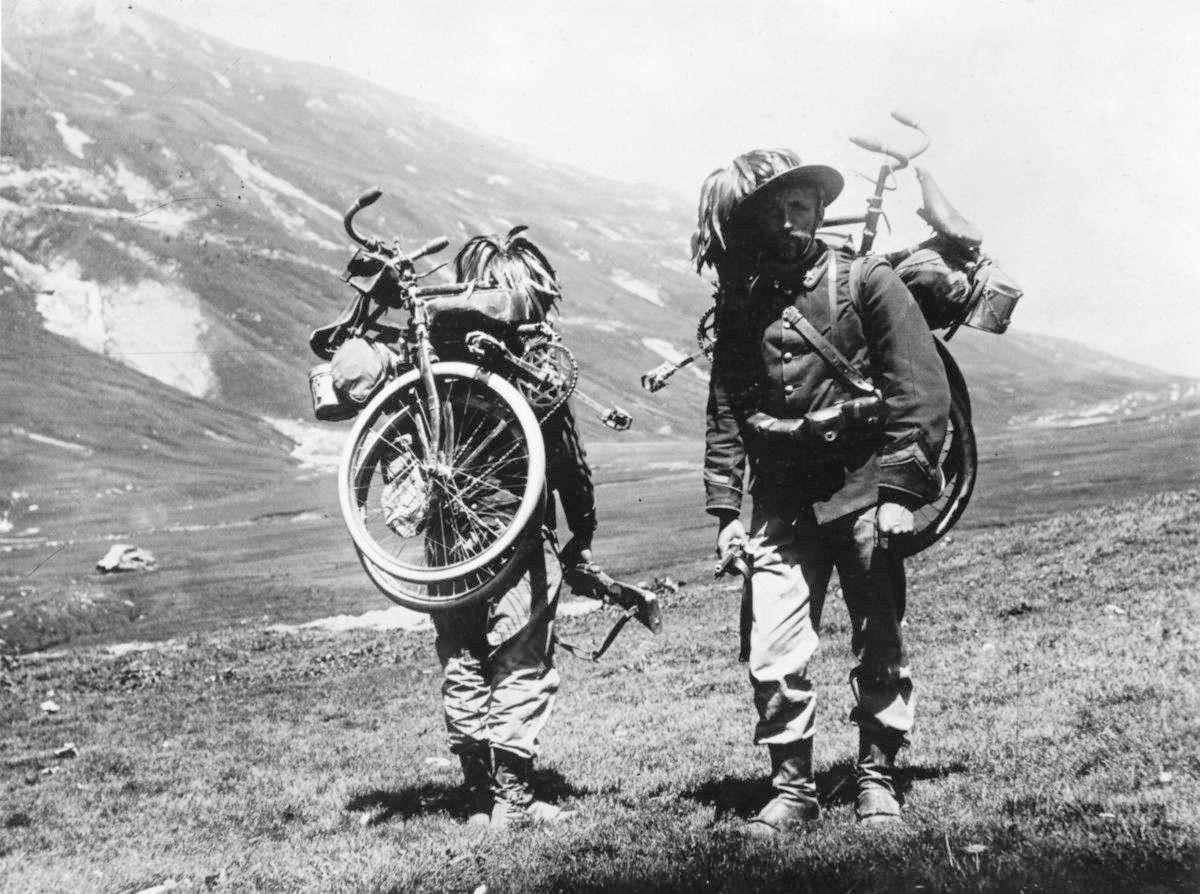
Deux Bersaglieri en 1917.

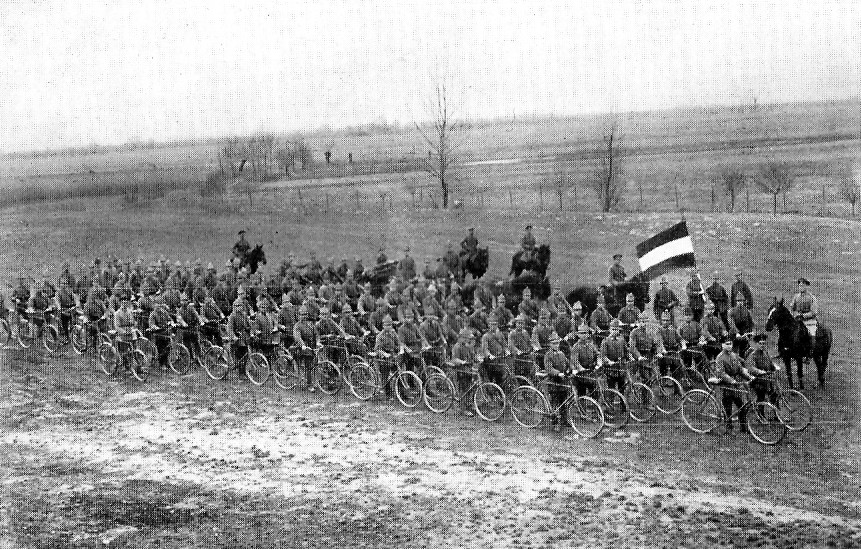
Soldats allemands, 1914.

Pendant la Première Guerre mondiale, la bicyclette était extrêmement utilisée que ce soit dans l'infanterie, le renseignement, la transmission des informations ou pour les soins médicaux. L'armée allemande conduit une étude sur l'usage de la bicyclette et publie ses résultats sous le titre Die Radfahrertruppe. Pendant ce temps, en Italie, les unités « Bersaglieri » utilisent des bicyclettes jusqu'à la fin de la guerre.

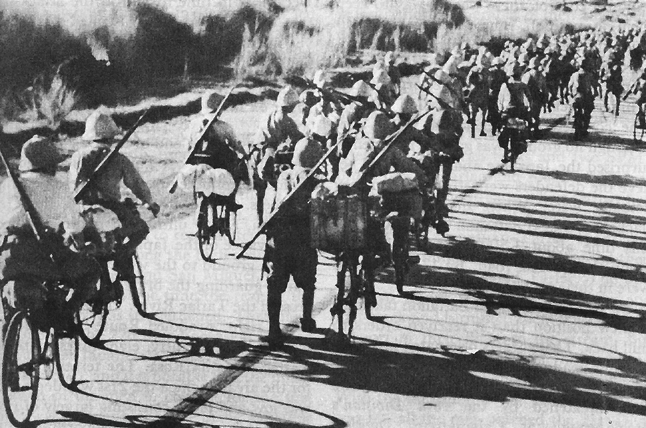
Militaires de l'armée impériale japonaise à vélo lors de l'invasion des Philippines.

Lors de l'invasion de la Chine en 1937, le Japon emploie 50 000 soldats à bicyclette. Au début de la Seconde Guerre mondiale, leurs campagnes au sud pour capturer Singapour en passant par la Malaisie péninsulaire dépendent largement des soldats à vélo. La bicyclette permet le transport silencieux et flexible de centaines de soldats, capables ensuite de surprendre et de semer la confusion chez les défenseurs. Les bicyclettes permettent également de réduire les exigences de la machine de guerre japonaise, ne nécessitant ni camion ni bateau supplémentaire pour les transporter et n'utilisant pas de précieux pétrole. L'usage de la bicyclette par les Alliés durant la Seconde Guerre mondiale est limité, mais inclut des bicyclettes pour les parachutistes et les messagers à l'intérieur des lignes amies. L'opération Biting à Bruneval en 1942 est ainsi conduite par des vélo-commandos aéroportés.

### Guerre non conventionnelle

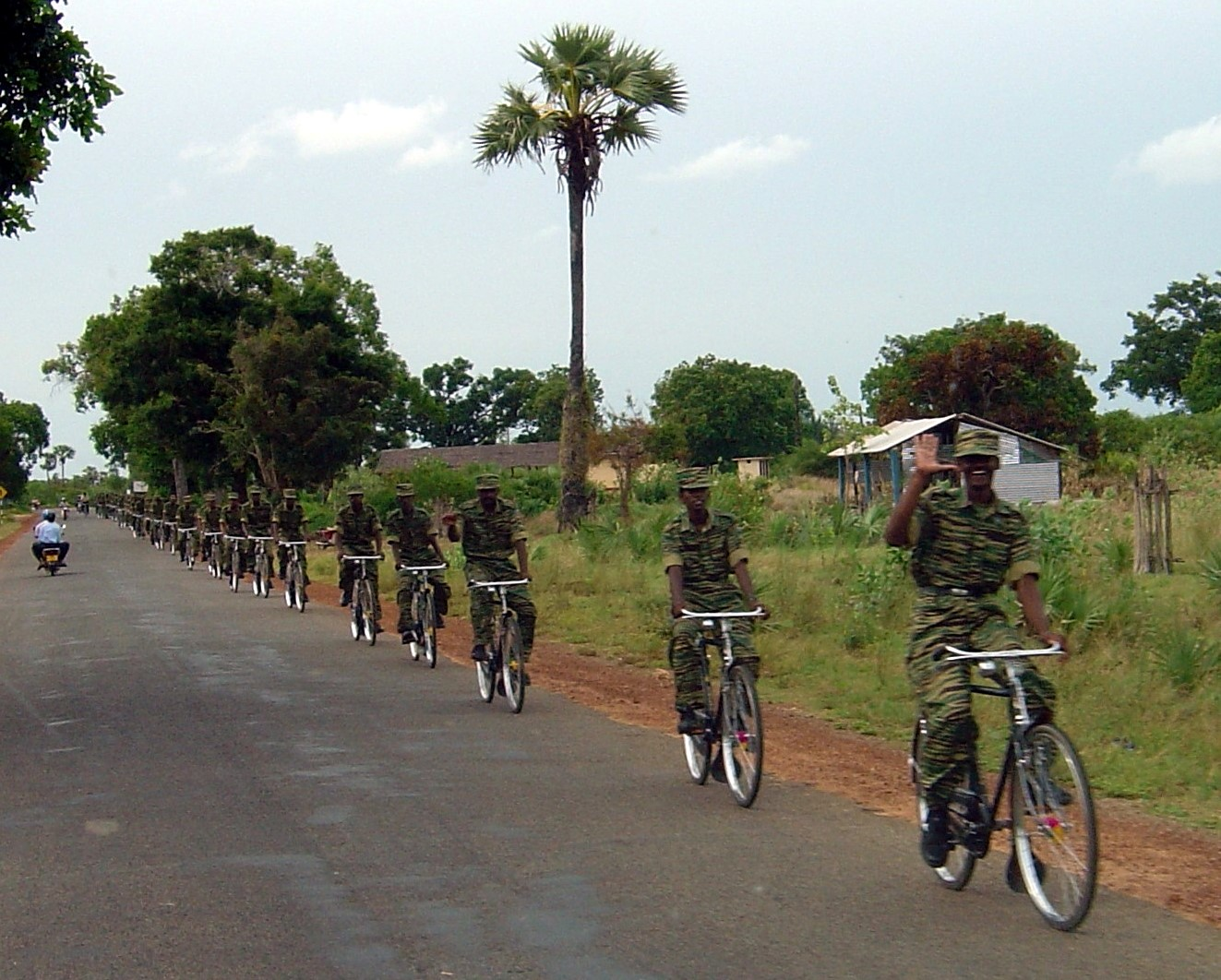
Unité cycliste des Tigres de libération de l'Îlam tamoul en 2004.

Bien que massivement utilisés pendant la Première Guerre mondiale, les vélos ont été largement remplacés par le transport motorisé dans les armées modernes. Cependant, ils ont repris une nouvelle vie comme « arme du peuple » dans la guérilla et les guerres non conventionnelles, où la capacité du vélo à transporter de lourdes charges (environ 180 kg) et des approvisionnements à la vitesse d'un homme qui marche le rend très utile pour les forces légères. Sur de longues périodes, les Vietcongs et l'Armée populaire vietnamienne ont utilisé des bicyclettes pour transporter l'approvisionnement de la « Piste Hô Chi Minh », évitant ainsi les attaques répétées des États-Unis et les bombardements stratégiques des Alliés. Lourdement chargés, ces bicyclettes étaient difficilement dirigeables. Le ravitailleur marchait alors à côté, poussant la bicyclette comme une brouette. Avec certains chargements très lourds, les ravitailleurs attachaient parfois des tiges de bambou au vélo pour le diriger comme avec un gouvernail (cette méthode est encore utilisée en Chine aujourd'hui). Les « vélos de transport » vietnamiens étaient reconstruits dans des ateliers dans la jungle avec un cadre renforcé pour porter de lourdes charges sur tout terrain.

### XXIesiècle
L'usage du vélo comme un moyen de transport d'infanterie a continué au XXIe siècle avec le régiment cycliste de l'armée suisse, composé de 3 000 soldats, qui a existé jusqu'en 2003.
Certains rapportent que des vélos tout terrain ont été utilisés par les forces spéciales américaines comme véhicule de renseignement lors de l'invasion américaine de l'Afghanistan et des batailles consécutives et il est, en 2009, utilisé par le contingent néerlandais de l'ISAF.